# Астон Вилла
«А́стон Ви́лла» (полное название — Футбольный клуб «Астон Вилла», англ. Aston Villa Football Club, английское произношение: ['æstən ˈvɪlə 'futbɔ:l klʌb]) — английский профессиональный футбольный клуб из Бирмингема, графство Уэст-Мидлендс. Был основан в 1874 году. Является одним из 12 клубов-основателей Футбольной лиги Англии в 1888 году. С 1897 года выступает на стадионе «Вилла Парк», вмещающем более 42 тысяч зрителей и входящем в десятку самых вместительных стадионов Англии. С 1992 года по 2016 год клуб выступал в Премьер-лиге, став одним из её 22 основателей. В 2016 году клуб был продан американским предпринимателем Рэнди Лернером китайской компании Recon Group. По итогам сезона 2018/19 выиграл плей-офф Чемпионшипа и вернулся в Премьер-лигу, высший по значимости дивизион в системе футбольных лиг Англии.
Один из старейших и самых титулованных клубов Англии: на счету «Астон Виллы» семь чемпионских титулов Первого дивизиона и семь побед в Кубке Англии. «Астон Вилла» также является одним из шести английских клубов, выигравших Кубок европейских чемпионов. Главным соперником «Астон Виллы» является «Бирмингем Сити», с которым разыгрывается бирмингемское дерби. Традиционными цветами клуба являются бордовые футболки с лазурными рукавами, белыми шортами и лазурными гетрами.
Главным тренером с 1 ноября 2022 года является испанский специалист Унаи Эмери, который сменил уволенного 20 октября 2022 года Стивена Джеррарда.

## История
Футбольный клуб «Астон Вилла» основан в марте 1874 года членами уэслианской церкви Вилла Кросс в Хэндсуорте, Западный Мидленд (ныне — часть Бирмингема). Четырьмя основателями клуба являются Джек Хьюз, Фредерик Мэтьюз, Уолтер Прайс и Уильям Скаттергуд. Свой первый матч «Астон Вилла» сыграла против местного регбийного клуба «Астон Брук Сент-Мерис». По условиям матча, в первом тайме команды играли по правилам регби, а во втором — по правилам футбола. Вскоре «Астон Вилла» стала одной из сильнейших команд в Мидлендс, выиграв свой первый трофей, Большой кубок Бирмингема в 1880 году. Капитаном этой команды был шотландец Джордж Рэмзи.
В 1887 году клуб выиграл свой первый Кубок Англии. Капитаном команды в те годы был знаменитый Арчи Хантер. В 1888 году «Астон Вилла» стала одним из клубов-основателей Футбольной лиги (Уильям Макгрегор, директор клуба, считается основателем этого турнира). «Астон Вилла» была самым успешным английским клубом в Викторианскую эпоху, пять раз выиграв чемпионат и 3 раза — Кубок Англии к концу правления Королевы Виктории. В 1897 году «Вилла» выиграла «дубль» (чемпионат и Кубок Англии). В том же году клуб начал выступать на новом стадионе «Астон Лоуэр Граундс», который стал известен среди болельщиков под названием «Вилла Парк».
В 1920 году «Астон Вилла» выиграла свой шестой Кубок Англии. После этого начался период упадка. В 1936 году «Вилла» впервые в своей истории выбыла во Второй дивизион. Главной причиной стала плохая игра в обороне: команда пропустила 110 мячей в 42 матчах, причём 7 из них забил Тед Дрейк в знаменитом матче 14 декабря 1935 года, когда «Арсенал» разгромил «Астон Виллу» со счётом 7:1 на стадионе «Вилла Парк». Как и другие английские клубы, из-за Второй мировой войны «Вилла» не играла на протяжении семи сезонов, а также потеряла нескольких игроков на войне. После окончания войны перестройкой команды занялся бывший игрок «Виллы» Алекс Мэсси, ставший главным тренером клуба. В сезоне 1956/57 «Астон Вилла» выиграла свой первый трофей за 37 лет, обыграв в финале Кубка Англии команду «малышей Басби» из «Манчестер Юнайтед». Спустя два сезона «Вилла» выбыла во Второй дивизион. Однако под руководством Джо Мерсера команда вернулась в Первый дивизион в 1960 году, а уже в следующем сезоне выиграла первый в истории розыгрыш Кубка Футбольной лиги.
После ухода Мерсера в 1964 году начался новый период упадка. Самый титулованный на тот момент клуб Англии вновь выбыл во Второй дивизион в 1967 году. В следующем сезоне, когда «Вилла» заняла 16-е место во Втором дивизионе, под давлением болельщиков был уволен главный тренер Томми Каммингс, а через несколько недель весь совет директоров клуба ушёл в отставку. Контроль над клубом получил лондонский финансист Пэт Мэтьюз, назначивший Дуга Эллиса председателем клуба. Смена руководства, однако, не сказалась на результатах выступлений команды: по итогам сезона 1969/70 «Астон Вилла» впервые в истории выбыла в Третий дивизион. Под руководством бывшего капитана клуба Вика Кроу, назначенного главным тренером «Виллы» в 1970 году, команда начала возвращать утраченные позиции. В сезоне 1971/72 «Вилла» вернулась во Второй дивизион. В 1974 году главным тренером клуба был назначен Рон Сондерс. Под его руководством клуб выиграл Кубок Футбольной лиги, а также вернулся в Первый дивизион.
В сезоне 1980/81 «Астон Вилла» выиграла чемпионский титул — в седьмой раз в своей истории. В середине следующего сезона клуб неожиданно покинул Рон Сондерс из-за разногласий с правлением. К тому моменту «Астон Вилла» дошла до четвертьфинала Кубка европейских чемпионов. Сондерса на посту главного тренера заменил его ассистент Тони Бартон, который вывел команду в финал Кубка европейских чемпионов, в котором «Астон Вилла» обыграла «Баварию». В следующем сезоне клуб выиграл Суперкубок УЕФА, обыграв «Барселону». После этого начался спад, завершившийся выбыванием из Первого дивизиона в 1987 году. Однако уже в сезоне 1987/88 «Астон Вилла» под руководством Грэма Тейлора смогла вернуться в Первый дивизион. В сезоне 1989/90 «Вилла» заняла в чемпионате 2-е место, уступив в 9 очков завоевавшему чемпионский титул «Ливерпулю».
В 1992 году «Астон Вилла» стала одним из клубов-основателей Премьер-лиги. В сезоне 1992/93 «Вилла» под руководством Рона Аткинсона заняла 2-е место в Премьер-лиге, уступив ставшему чемпионом клубу «Манчестер Юнайтед» 10 очков.
После этого на протяжении оставшейся части 1990-х годов у клуба сменилось три тренера, и команда показывала нестабильные результаты. Тем не менее, «Вилла» выиграла два Кубка Футбольной лиги и регулярно квалифицировалась в Кубок УЕФА. В 2000 году «Астон Вилла» сыграла в финале Кубка Англии, проиграв в нём лондонскому «Челси» со счётом 0:1 на старом «Уэмбли». Летом 2006 года команду покинул возглавлявший её на протяжении трёх лет Дэвид О’Лири. Осенью того же года с поста председателя клуба ушёл Дуг Эллис. Контроль над клубом получил американский бизнесмен Рэнди Лернер, владелец франшизы НФЛ «Кливленд Браунс». В начале сезона 2006/07 в команду пришёл новый тренер Мартин О’Нил, под чьим руководством команда начала демонстрировать более уверенную игру. Летом 2007 года сменился логотип клуба и главный спонсор команды. В 2010 году «Вилла» сыграла в финале Кубка Футбольной лиги, но проиграла «Манчестер Юнайтед» со счётом 1:2. В августе 2010 года клуб покинул Мартин О’Нил. В сентябре того же года команду возглавил Жерар Улье. 1 июня 2011 года Улье покинул свой пост, а его место занял бывший главный тренер «Бирмингем Сити» Алекс Маклиш, несмотря на массовые протесты болельщиков клуба против этого назначения. Это был первый случай в истории, когда тренер из «Бирмингем Сити» возглавил «Астон Виллу». Маклиш пробыл в должности 11 месяцев, после чего контракт с ним был расторгнут: «Вилла» финишировала на 16-м месте, и лишь 2 очка спасли её от вылета из Премьер-лиги. 28 февраля 2012 года клуб официально объявил о финансовых убытках в размере £53,9 млн. 2 июля 2012 года новым главным тренером «Астон Виллы» был назначен Пол Ламберт. 12 мая 2014 года Лернер выставил клуб на продажу, установив цену в 200 млн £. В сезоне 2014/15 после 25-ти проведённых игр в чемпионате команда имела всего лишь 12 забитых голов, что стало худшим результатом в истории Премьер-лиги. 11 февраля 2015 года Ламберт был уволен с поста главного тренера. После этого главным тренером был назначен Тим Шервуд, которому удалось сохранить клуб в Премьер-лиге, заняв «спасительное» 17-е место и выйти в финал Кубка Англии (проигрыш «Арсеналу» 0:4). 15 октября 2015 года после серии из 6 поражений подряд в играх чемпионата Шервуд был уволен. 2 ноября 2015 года главным тренером «Астон Виллы» был назначен французский специалист Реми Гард, подписавший контракт с клубом на 3,5 года. 29 марта 2016 года контракт был расторгнут по обоюдному согласию сторон. Причиной этому стали крайне низкие спортивные показатели команды (после 31 игры на счету команды было 3 победы, 7 ничьих и всего лишь 16 набранных очков). Сменой тренеров положение исправить не удалось. 16 апреля 2016 года «Астон Вилла» выбыла в Чемпионшип, проиграв на выезде «Манчестер Юнайтед» со счётом 0:1. Последующие три сезона команда провела в Чемпионшипе. По итогам сезона 2018/19 «Астон Вилла» заняла 5-е место и выиграла плей-офф, благодаря чему в сезоне 2019/20 вернулась в Премьер-лигу.
В первом сезоне после возвращения команда бо́льшую часть сезона находилась в зоне вылета, но сумела избежать его, заняв 17-е место. В сезоне 2020/21 финишировала на 11-м месте. В летнее трансферное окно команду покинул капитан Джек Грилиш: за рекордную для британских футбольных клубов сумму в 100 млн фунтов игрок пополнил состав «Манчестер Сити». После неудачного начала сезона 2021/22 (в первых одиннадцати матчах команда потерпела семь поражений) Дин Смит покинул пост главного тренера «Астон Виллы».
11 ноября 2021 года команду возглавил Стивен Джеррард. После неудачного начала сезона 2022/23 Джеррард был уволен в октябре 2022 года. 1 ноября 2022 года команду возглавил Унаи Эмери. По итогам сезона 2022/23 «Вилла» заняла седьмое место в Премьер-лиге и квалифицировалась в Лигу конференций УЕФА.

## Символика

### Клубные цвета
Традиционной игровой формой команды являются: футболки бордового цвета с голубыми рукавами, белые шорты и голубые гетры с бордовой и белой полосками. Изначально, как правило, команда выступала в футболках белого, синего или серого цветов с белыми или чёрными шортами. В последующее время после 1877—1879 годов, команда играла в разных комплектах формы, которая состояла из полностью белого, чёрного и красного цветов. В 1880 году, по инициативе Уильяма Макгрегора команда впервые получила чёрные футболки с вышитым на груди львом. В 1886 году футболки стали шоколадного и голубого цветов. Позже шоколадный цвет был заменён на бордовый. Никто точно не знает, почему бордовый и голубой были приняты как клубные цвета.

### Эмблема
В 2007 году была утверждена новая эмблема «Астон Виллы». На новой эмблеме на светло-голубом фоне был изображён лев, также появилась звезда, символизирующая победу в Кубке европейских чемпионов 1982 года. Надпись «Aston Villa» была заменена на AVFC. На эмблеме клуба изображён золотой лев, стоящий на задних лапах, на голубом фоне. До сезона 2016/2017 годов на эмблеме был изображён девиз «Prepared» («Готов»). Начиная с сезона 2016/2017 годов девиз был убран.

### Форма
Домашняя форма
| 2006/07 | 2007/08 | 2008/09 | 2009/10 | 2010/11 | 2011/12 | 2012/13 | 2013/14 | 2014/15 | 2015/16 | 2016/17 |  |  |
| 2017/18 | 2018/19 | 2019/20 | 2020/21 | 2021/22 | 2022/23 | 2023/24 | 2024/25 |         |         |         |  |  |

Выездная форма
| 2006/07 | 2007/08 | 2008/09 | 2009/10 | 2010/11 | 2011/12 | 2012/13 | 2013/14 | 2014/15 | 2015/16 | 2016/17 |  |  |
| 2017/18 | 2018/19 | 2019/20 | 2020/21 | 2021/22 | 2022/23 | 2023/24 | 2024/25 |         |         |         |  |  |

Резервная форма
| 2007/08 | 2017/18 | 2018/19 | 2019/20 | 2020/21 | 2021/22 | 2022/23 |

Источники:
- Aston Villa FC. www.colours-of-football.com. Дата обращения: 12 августа 2023. Архивировано 12 августа 2023 года.
- Aston Villa Kit History (англ.). Football Kit Archive. Дата обращения: 12 августа 2023. Архивировано 12 августа 2023 года.

### Экипировка и спонсоры
| Годы      | Изготовитель формы | Спонсор      |
| --------- | ------------------ | ------------ |
| 1972—1981 | Umbro              | Нет          |
| 1981—1982 | Le Coq Sportif     | Нет          |
| 1982—1983 | Le Coq Sportif     | Davenports   |
| 1983—1987 | Henson             | Mita         |
| 1987—1990 | Hummel             | Mita         |
| 1990—1993 | Umbro              | Mita         |
| 1993—1995 | ASICS              | Müller       |
| 1995—1998 | Reebok             | AST Computer |
| 1998—2000 | Reebok             | LDV Group    |
| 2000—2002 | Diadora            | NTL          |

| Годы       | Изготовитель формы | Спонсор         |
| ---------- | ------------------ | --------------- |
| 2002—2004  | Diadora            | Rover           |
| 2004—2006  | Hummel             | DWS Investments |
| 2006—2007  | Hummel             | 32Red           |
| 2007—2008  | Nike               | 32Red           |
| 2008—2010  | Nike               | Acorns          |
| 2010—2011  | Nike               | Fxpro           |
| 2011—2012  | Nike               | Genting Casino  |
| 2012—2013  | Macron             | Genting Casino  |
| 2013—2016  | Macron             | Dafabet         |
| 2016—н. в. | Under Armour       | QuickBooks      |

## Стадион
Домашним стадионом «Астон Виллы» является «Вилла Парк», который относится к 4-й категории по рейтингу УЕФА. Ранее домашними аренами команды являлись «Астон Парк» (1874—1876) и «Перри Барр» (1876—1897). «Вилла Парк» является крупнейшим футбольным стадионом в Мидлендс и восьмым по величине в Англии. На стадионе прошли 16 международных встреч сборной Англии. Первый международный матч состоялся в 1899 году, а последний в 2005 году. Таким образом, «Вилла Парк» стал стадионом на котором английская сборная играла в трёх веках. На стадионе одна из крупнейших в Европе трибун за воротами. «Вилла Парк» является наиболее используемой ареной в полуфиналах Кубка Англии, на стадионе прошло 55 матчей полуфинала. Клуб планирует реконструкцию Северной трибуны, что должно увеличить вместимость стадиона до 51 000 зрителей.
Тренировочная база клуба «Бодимур Хит» была приобретена в 1970-х годах бывшим руководителем клуба Дугом Эллисом. В 1990-е база устарела и было принято решение о начале реконструкции. 6 мая 2007 года на торжественной церемонии реконструированную базу клуба открыли главный тренер «Виллы» Мартин О’Нил, капитан команды Гарет Барри и капитан «Астон Виллы» образца 1982 года Деннис Мортимер.

## Руководство
Первые акции клуба были выпущены в конце XIX века в результате законодательства, которое было предназначено для систематизации растущего числа профессиональных команд и игроков в Ассоциации футбольных лиг. В 1960-х годах Дуг Эллис начал покупку большого числа акций клуба и с 1968 по 1975 года стал председателем правления «Астон Виллы» и одним из наиболее крупных акционеров. С 1982 по 2006 год Эллис владел контрольным пакетов акций «Астон Виллы». В 1996 году клуб разместил свои акции на Лондонской фондовой бирже. В 2006 году было объявлено, что несколько консорциумов и физических лиц рассматриваются как возможные покупатели «Астон Виллы».
14 августа 2006 года, было подтверждено, что Рэнди Лернер, владелец «Кливленд Браунс» из Национальной футбольной лиги купил клуб за 62 600 000 фунтов стерлингов. В заявлении от 25 августа было объявлено, что Лернер стал владельцем 59,69 % акций «Астон Виллы», став крупнейшим акционером. Он также назначил себя председателем клуба. 19 сентября 2006 года Дуг Эллис и его правление подали в отставку. Рэнди Лернер назначил Чарльза Крулака в качестве исполнительного директора, а Дуг Эллис был удостоен звания почётный председатель. 18 мая 2016 года пресс-служба «Астон Виллы» сообщила о смене владельцев. Рэнди Лернер продал «Астон Виллу» китайской компании Recon Group.Ранее сообщалось, что сделка составит 60 миллионов фунтов. Холдинг Recon Group принадлежит китайскому бизнесмену Тони Ся, который владеет контрольными пакетами акций в пяти публичных компаниях Китая и Гонконга.

## Болельщики
«Астон Вилла» имеет большое число болельщиков в Мидлендс, а также за его пределами. Бывший исполнительный директор «Виллы» Ричард Фитцджеральд заявил, что расовая принадлежность 98 % поклонников клуба является белой. После прихода в клуб Рэнди Лернера, было заявлено о начале курса по увеличению поклонников команды среди этнических меньшинств. Началось создание ряда фанатских организаций для увеличения числа болельщиков «Астон Виллы». Новые владельцы также начали ряд исследований, направленных на получение мнения поклонников клуба, чтобы вовлечь их в процесс принятия решений относительно команды. Регулярными стали встречи руководства и болельщиков. В марте 2011 года в клубе была поддержана инициатива принятия официального гимна, который звучит на каждом домашнем матче команды.
Как и большинство болельщиков английских футбольных команд, фанаты «Астон Виллы» создали группировки футбольных хулиганов. Наиболее известными из них стали: «Villa Youth», «Steamers», "Villa Hardcor"e и «C-Crew». Последняя группировка была очень активна в 1970-х и 1980-х годах. Однако в последующие годы футбольные хулиганы значительно снизили свою активность. В 2004 году несколько группировок футбольных хулиганов «Астон Виллы» были вовлечены в драку с хулиганами «Куинз Парк Рейнджерс» в результате которой, погиб стюард «Вилла Парк».
В настоящее время болельщики «Виллы» объединены в множество групп, как в Англии, так и за рубежом. Существует официальный фан-клуб «Астон Виллы», который также имеет множество мелких региональных и международных отделений. В эпоху правления Дуга Эллиса существовало несколько независимых клубов болельщиков, но большинство из них распалось после ухода Эллиса с поста председателя правления. В июне 2011 года болельщики «Астон Виллы» провели акции протеста против назначения главным тренером команды бывшего тренера «Бирмингем Сити» Алекса Маклиша. Поклонники клуба также выпускают собственные фанзины: «Heroes and Villains» и «The Holy Trinity».

### Принципиальные соперники
Извечным и наиболее принципиальным соперником «Виллы» является «Бирмингем Сити», противостояние с которым получило название «бирмингемское дерби». Первый матч между командами был сыгран 1 сентября 1894 года в рамках чемпионата Англии, победу в котором одержала «Астон Вилла» — 2:1. Самую крупную победу над соперником (6:0) «Вилла» одержала 9 ноября 1988 года в Кубке полноправных членов. С 1988 по 2002 год противостояние перестало быть регулярным, поскольку клубы играли в различных дивизионах. После возвращения «Бирмингема» в Премьер-лигу, «Астон Вилла» одержала над соперником шесть побед подряд с 2005 по 2010 год. На момент окончания сезона 2010/2011 между клубами произошло 120 матчей из которых «Вилла» выиграла 51 встречу, «синие» одержали верх в 38 играх и 31 матч завершился вничью.
Помимо «Бирмингем Сити» принципиальным соперником «Астон Виллы» является «Вест Бромвич Альбион». Эти две команды оспаривали три финала Кубка Англии в конце XIX века. Также региональное соперничество существует с «Вулверхэмптон Уондерерс» и «Ковентри Сити». В сезоне 2010/2011 «Астон Вилла», «Вест Бромвич», «Бирмингем Сити» и «Вулверхэмптон» играли в Премьер-лиге. «Большая четвёрка» из Уэст-Мидлендс вновь сыграла в элитном английском дивизионе впервые с сезона 1983/1984. Однако по итогам того сезона «Бирмингем Сити» вновь покинул Премьер-лигу.

## Социальная ответственность
«Астон Вилла» имеет партнёрские отношения с организацией «Acorns Children’s Hospice», занимающейся паллиативной помощью детям. 2 июня 2008 года клуб заключил договор с этой организацией о сотрудничестве. Впервые в истории английского футбола название благотворительной организации появилось на футболках клуба Премьер-лиги. «Acorns Children’s Hospice» получили дополнительную известность и возможности для сбора средств на благотворительность. Партнёрство «Виллы» и этой организации продолжалось и на протяжении сезона 2010/2011 и включало в себя также визиты футболистов клуба в хосписы к больным детям. Игрок команды Марк Олбрайтон, забив 20 000-й гол в истории Премьер-лиги пожертвовал в «Acorns Children’s Hospice» приз в размере 20 000 фунтов стерлингов.

## Статистика выступлений
По состоянию на конец сезона 2020/2021 «Астон Вилла» провела 107 сезонов в элитном дивизионе английского футбола. Это второй показатель в Англии после «Эвертона», который провёл 118 сезонов в элите. Таким образом, наибольшее количество матчей «Вилла» провела против «ирисок». «Астон Вилла» занимает 5-е место по набранным очкам в сводной таблице Премьер-лиги за всё время её существования.
«Астон Вилле» принадлежит рекордное достижение по забитым мячам в английском чемпионате за один сезон. В сезоне 1930/1931 «Вилла» забила 128 мячей, опередив победителя того сезона лондонский «Арсенал» на один гол. Легендарный игрок команды Арчи Хантер стал первым футболистом, которому удалось забить в каждом раунде победоносного Кубка Англии 1887 года. Также «Астон Вилле» принадлежит рекордная беспроигрышная серия в домашних матчах в Кубке Англии, которая продолжалась 19 матчей и 13 лет, с 1888 по 1901 год. По состоянию на ноябрь 2009 года, из «Астон Виллы» в сборную Англии вызывалось 68 игроков. Больше, чем из любой другой английской команды.
«Астон Вилла» одна из пяти английских команд, выигрывавших Кубок европейских чемпионов. «Вилла» стала обладателем престижного кубка 26 мая 1982 года в Роттердаме в матче против мюнхенской «Баварии» (1:0), благодаря голу Питера Уита.

### Выступления в еврокубках
| Сезон     | Место                       | Турнир          | Хозяева       | Счёт | Гость         | Стадия       |
| --------- | --------------------------- | --------------- | ------------- | ---- | ------------- | ------------ |
| 2000/2001 | Чехия                       | Кубок Интертото | Марила        | 0:0  | Астон Вилла   | Третий раунд |
| 2000/2001 | «Хоторнс», Уэст-Бромидж     | Кубок Интертото | Астон Вилла   | 3:1  | Марила        | Третий раунд |
| 2000/2001 | Испания                     | Кубок Интертото | Сельта        | 1:0  | Астон Вилла   | Полуфинал    |
| 2000/2001 | «Хоторнс», Уэст-Бромидж     | Кубок Интертото | Астон Вилла   | 1:2  | Сельта        | Полуфинал    |
| 2001/2002 | Хорватия                    | Кубок Интертото | Славен Белупо | 2:1  | Астон Вилла   | Третий раунд |
| 2001/2002 | «Вилла Парк», Бирмингем     | Кубок Интертото | Астон Вилла   | 2:0  | Славен Белупо | Третий раунд |
| 2001/2002 | Франция                     | Кубок Интертото | Ренн          | 2:1  | Астон Вилла   | Полуфинал    |
| 2001/2002 | «Вилла Парк», Бирмингем     | Кубок Интертото | Астон Вилла   | 1:0  | Ренн          | Полуфинал    |
| 2001/2002 |                             | Кубок Интертото | Базель        | 1:1  | Астон Вилла   | Финал        |
| 2001/2002 |                             | Кубок Интертото | Астон Вилла   | 4:1  | Базель        | Финал        |
| 2001/2002 | «Вилла Парк», Бирмингем     | Кубок УЕФА      | Астон Вилла   | 2:3  | Вартекс       | 1/64         |
| 2001/2002 | «Анжелко Херявец», Вараждин | Кубок УЕФА      | Вартекс       | 0:1  | Астон Вилла   | 1/64         |
| 2002/2003 | «Летцигрунд», Цюрих         | Кубок Интертото | Цюрих         | 2:0  | Астон Вилла   | Третий раунд |
| 2002/2003 | «Вилла Парк», Бирмингем     | Кубок Интертото | Астон Вилла   | 3:0  | Цюрих         | Третий раунд |
| 2002/2003 | Франция                     | Кубок Интертото | Лилль         | 1:1  | Астон Вилла   | Полуфинал    |
| 2002/2003 | «Вилла Парк», Бирмингем     | Кубок Интертото | Астон Вилла   | 0:2  | Лилль         | Полуфинал    |
| 2008/2009 | «Эвии Парк», Оденсе         | Кубок Интертото | Оденсе        | 2:2  | Астон Вилла   | Третий раунд |
| 2008/2009 | «Вилла Парк», Бирмингем     | Кубок Интертото | Астон Вилла   | 1:0  | Оденсе        | Третий раунд |
| 2008/2009 | «Вилла Парк», Бирмингем     | Кубок УЕФА      | Астон Вилла   | 1:1  | ЦСКА          | 1/16         |
| 2008/2009 | «Лужники», Москва           | Кубок УЕФА      | ЦСКА          | 2:0  | Астон Вилла   | 1/16         |

## Достижения

### Национальные
- Первый дивизион[77]:
  - Чемпион (7): 1893/94, 1895/96, 1896/97, 1898/99, 1899/00, 1909/10, 1980/81
  - Вице-чемпион (10): 1888/89, 1902/03, 1907/08, 1910/11, 1912/13, 1913/14, 1930/31, 1932/33, 1989/90, 1992/93
- Второй дивизион:
  - Чемпион (2): 1937/38, 1959/60
  - Вице-чемпион (2): 1974/75, 1987/88
- Третий дивизион:
  - Чемпион: 1971/72
- Кубок Англии:
  - Победитель (7): 1887, 1895, 1897, 1905, 1913, 1920, 1957
  - Финалист (4): 1892, 1924, 2000, 2015
- Кубок Футбольной лиги:
  - Победитель (5): 1961, 1975, 1977, 1994, 1996
  - Финалист (4): 1963, 1971, 2010, 2020
- Суперкубок Англии:
  - Победитель: 1981 (разделённый)
- Военный кубок Футбольной лиги
  - Обладатель: 1943/44 (разделённый)

### Международные
- Кубок европейских чемпионов:
  - Обладатель: 1982
- Суперкубок УЕФА:
  - Обладатель: 1982
- Кубок Интертото:
  - Обладатель (2): 2001, 2008

## Текущий состав
| 23 | Аргентина  | Вр  | Эмилиано Мартинес (вице-капитан) | 1992 |  |  |  |  |  |
| 40 | Нидерланды | Вр  | Марко Бизот                      | 1991 |  |  |  |  |  |
|    |            |     |                                  |      |  |  |  |  |  |
| 2  | Польша     | Защ | Мэтти Кэш                        | 1997 |  |  |  |  |  |
| 4  | Англия     | Защ | Эзри Конса                       | 1997 |  |  |  |  |  |
| 5  | Англия     | Защ | Тайрон Мингз                     | 1993 |  |  |  |  |  |
| 12 | Франция    | Защ | Люка Динь                        | 1993 |  |  |  |  |  |
| 14 | Испания    | Защ | Пау Торрес                       | 1997 |  |  |  |  |  |
| 15 | Испания    | Защ | Алекс Морено                     | 1993 |  |  |  |  |  |
| 16 | Испания    | Защ | Андрес Гарсия                    | 2003 |  |  |  |  |  |
| 22 | Нидерланды | Защ | Иан Матсен                       | 2002 |  |  |  |  |  |
| 26 | Нидерланды | Защ | Ламаре Богарде                   | 2004 |  |  |  |  |  |
|    |            |     |                                  |      |  |  |  |  |  |
| 6  | Англия     | ПЗ  | Росс Баркли                      | 1993 |  |  |  |  |  |
| 7  | Шотландия  | ПЗ  | Джон Макгинн (капитан)           | 1994 |  |  |  |  |  |

| 8  | Бельгия     | ПЗ  | Юри Тилеманс          | 1997 |  |  |  |  |  |
| 10 | Аргентина   | ПЗ  | Эмилиано Буэндия      | 1996 |  |  |  |  |  |
| 17 | Нидерланды  | ПЗ  | Дониелл Мален         | 1999 |  |  |  |  |  |
| 24 | Бельгия     | ПЗ  | Амаду Онана           | 2001 |  |  |  |  |  |
| 27 | Англия      | ПЗ  | Морган Роджерс        | 2002 |  |  |  |  |  |
| 31 | Ямайка      | ПЗ  | Леон Бейли            | 1997 |  |  |  |  |  |
| 32 | Бельгия     | ПЗ  | Леандер Дендонкер     | 1995 |  |  |  |  |  |
| 41 | Англия      | ПЗ  | Джейкоб Рэмзи         | 2001 |  |  |  |  |  |
| 44 | Франция     | ПЗ  | Бубакар Камара        | 1999 |  |  |  |  |  |
|    |             |     |                       |      |  |  |  |  |  |
| 11 | Англия      | Нап | Олли Уоткинс          | 1995 |  |  |  |  |  |
| 19 | Англия      | Нап | Сэмьюэл Илинг-Джуниор | 2003 |  |  |  |  |  |
| 29 | Кот-д’Ивуар | Нап | Эванн Гессан          | 2001 |  |  |  |  |  |
| 33 | Англия      | Нап | Льюис Доббин          | 2003 |  |  |  |  |  |

### Игроки в аренде
| \| № \| \| Поз. \| Имя \| Год рождения \| \| - \| \| ---- \| ----------------------------------------------------------- \| ------------ \| \| \| \| Вр \| Джо Гаучи (в «Порт Вейле» до конца сезона 2025/26) \| 2000 \| \| \| \| Вр \| Оливер Зых[англ.] (в «Ракуве» до конца сезона 2025/26) \| 2004 \| \| \| \| Защ \| Коста Неделькович (в «РБ Лейпциге» до конца сезона 2025/26) \| 2005 \| \| \| \| Защ \| Ясин Озджан (в «Андерлехте» до конца сезона 2025/26) \| 2006 \| \| \| \| ПЗ \| Энцо Барренечеа (в «Бенфике» до конца сезона 2025/26) \| 2001 \| |           |      |                                                             |              |
| № |           | Поз. | Имя                                                         | Год рождения |
| | Австралия | Вр   | Джо Гаучи (в «Порт Вейле» до конца сезона 2025/26)          | 2000         |
| | Польша    | Вр   | Оливер Зых (в «Ракуве» до конца сезона 2025/26)             | 2004         |
| | Сербия    | Защ  | Коста Неделькович (в «РБ Лейпциге» до конца сезона 2025/26) | 2005         |
| | Турция    | Защ  | Ясин Озджан (в «Андерлехте» до конца сезона 2025/26)        | 2006         |
| | Аргентина | ПЗ   | Энцо Барренечеа (в «Бенфике» до конца сезона 2025/26)       | 2001         |

## Тренерский штаб
| Имя              | Должность                  |
| ---------------- | -------------------------- |
| Унаи Эмери       | Главный тренер             |
| Пако Айестаран   | Ассистент главного тренера |
| Пабло Вильянуэва | Ассистент главного тренера |
| Мойсес Дель Ойо  | Фитнес-тренер              |
| Мончи            | Спортивный директор        |

## Главные тренеры
С 1874 по 1934 год клуб избирал специальный комитет, секретарь которого обладал полномочиями главного тренера команды. В этот период у клуба было два секретаря: Джордж Рэмзи и Ви Джей Смит. Под руководством Рэмзи, который был секретарём «Астон Виллы» на протяжении 42 лет, клуб 6 раз становился чемпионом Англии, а также 6 раз выигрывал Кубок Англии. Первым главным тренером клуба после отказа от должности клубного секретаря стал Джимми Макмаллан в 1934 году.
Ниже приведён список главных тренеров клуба, выигравших хотя бы один трофей с клубом